# آخرین قطار برای کریسمس
آخرین قطار برای کریسمس (به انگلیسی: Last Train to Christmas) فیلمی محصول سال ۲۰۲۱ و به کارگردانی جولیان کمپ است. در این فیلم بازیگرانی همچون مایکل شین، ناتالی امانوئل، توماس لا، کری الویس، کاترین کلی، فیلیس لوگان، رابین آسکویت و هیلی میلز ایفای نقش کرده‌اند.